# Stingray (мини-альбом)
Stingray — первый советский релиз в дискографии Джоанны Стингрей, выпущенный в 1990 году. На композицию Feeling был снят видеоклип с участием приглашённых музыкантов.

## Список композиций
| №  | Название                       | Текст песни                     | Музыка                       | Длительность |
| -- | ------------------------------ | ------------------------------- | ---------------------------- | ------------ |
| 1. | «Feeling» (Чувство)            | Дж. Стингрей                    | Сергей Курёхин               | 2:42         |
| 2. | «Turn Away» (Отвяжись)         | Дж. Стингрей                    | Дж. Стингрей, С. Курёхин     | 4:18         |
| 3. | «Lonely Boy» (Одинокий парень) | Дж. Стингрей                    | Дж. Стингрей                 | 4:35         |
| 4. | «Highstrung» (Стресс)          | Дж. Стингрей, Борис Гребенщиков | Дж. Стингрей, Б. Гребенщиков | 2:25         |

## Музыканты
- Джоанна Стингрей — вокал.
- Юрий Каспарян — вокал (1), гитара, бас, ударные.
- Пол Дэлф — клавишные.
- Виктор Цой, Борис Гребенщиков, Виктор Сологуб и Сергей Курёхин — вокал (1).